# Mariestad
Mariestad ([maɾjestað]ⓘ) es la ciudad principal del municipio de Mariestad, situada en la provincia de Västra Götaland y en la provincia histórica de Vestrogotia. La ciudad cuenta como lugar principal para el norte de Skaraborg. Fue la capital de la provincia de Skaraborg hasta el año 1997 y la sede episcopal de la Iglesia de Suecia entre 1583 y 1646.

## Historia

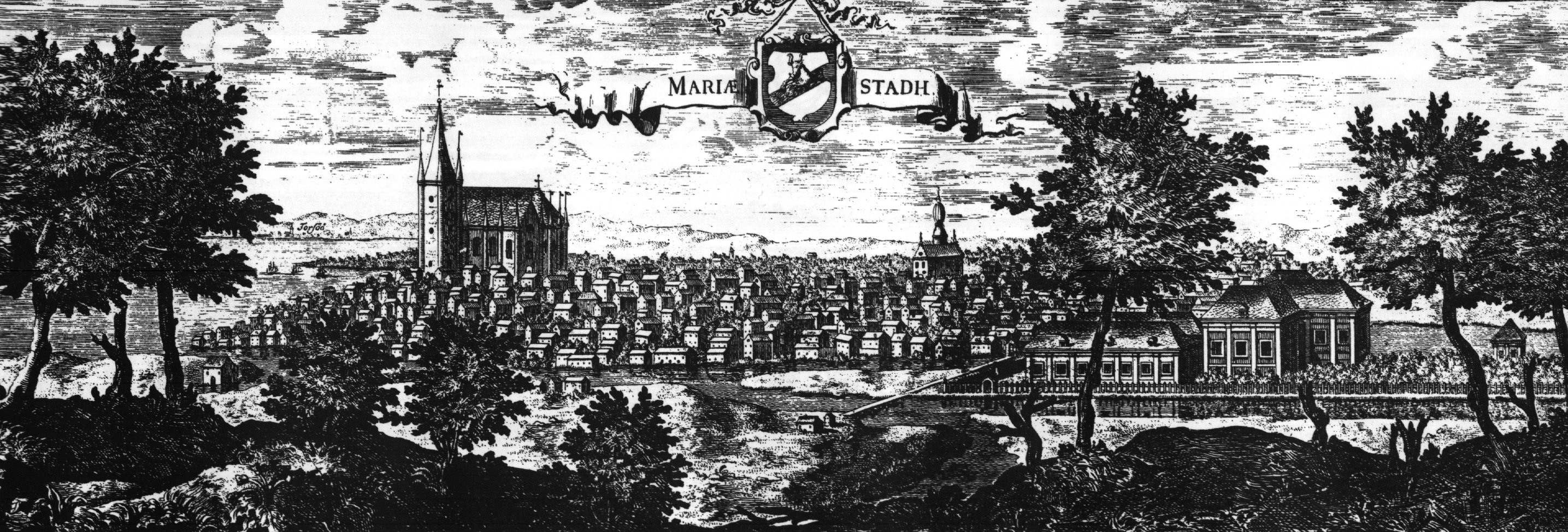
Mariestad alrededor 1700, en Suecia antiqua et hodierna.

La ciudad fue fundada 1583 por el duque Carlos, que más tarde sería Carlos IX de Suecia. La ciudad tomó su nombre de su esposa y reina consorte María del Palatinado (Marie = nombre alemán de María y stad = ciudad). El escudo de Mariestad, un buey levantándose del agua, se dice que proviene de lo que María del Palatinado vio en la bahía del río Tidan cuando llegó a Mariestad por primera vez.

## Sede episcopal
Mariestad es una de las dos ciudades suecas (Kalmar la otra) con una catedral pero sin una sede episcopal. Durante los siglos 16 y 17 Suecia se enfrentó en varias guerras contra Dinamarca. Para proteger la administración y la sede episcopal de Vestrogotia, la administración y la sede episcopal fueron trasladadas a Mariestad desde Skara. Desde 1583 y hasta 1646, la sede episcopal fue presidida por el superintendente y no por un obispo. Cuando el superintendente fue desplazado a Karlstad, la sede episcopal de Mariestad fue absorbida por la de Skara. La administración se quedó en la ciudad y por lo tanto fue la capital de la Provincia de Skaraborg hasta su desenlace.